# Tumori (Gunungsitoli Barat)
Tumori is een bestuurslaag in het regentschap Gunungsitoli van de provincie Noord-Sumatra, Indonesië. Tumori telt 973 inwoners (volkstelling 2010).